# Chimaltitán
Chimaltitán é um município do estado de Jalisco, no México.
Em 2005, o município possuía um total de 3.382 habitantes.